# باشگاه فوتبال کووه
باشگاه فوتبال کووه (به انگلیسی: Cove Football Club) یک باشگاه فوتبال در شهر کووه، همپشایر، کشور انگلستان است که در سال ۱۸۹۷ میلادی تأسیس شده‌است.